# Georges Dwelshauvers
Georges Dwelshauvers (1866 — 1937), também conhecido pelo seu pseudónimo de Georges Mesnil, foi um filósofo e psicólogo belga que se notabilizou pela sua investigação e estudo na área da psicologia experimental e por ter protagonizado o incidente que ficou conhecido pelo Affaire Dwelshauvers, quando em 1890 viu recusada pela Faculdade de Filosofia da Universidade Livre de Bruxelas a sua tese de agregação por abandonar a metafísica em favor da psicologia experimental proposta poucos anos antes por Wilhelm Wundt.